# Вюрцбург (окръг)
Окръг Вюрцбург се намира в северозападната част на провинция Бавария. Самият град Вюрцбург не е част от окръга, макар и да се намира вътре в него.

## История
Окръгът съществува от 1852 г. През 1972 е слят с окръг Охзенфурт и няколко общини от окръзите Марктхайденфелд, Карлщадт, Китцинген и Геролцхофен. Така се образуват днешните му граници.